# 斯特蘭德魯德山
71°52′S 25°36′E / 71.867°S 25.600°E
斯特蘭德魯德山是南極洲的山峰，位於奧斯特坎帕內山東南面，屬於南龍達訥山脈的一部分，海拔高度2,070米，由挪威的製圖師根據空中照片繪入地圖。